# Erich Irmer
Erich Irmer (Pseudonym: Erich Sommer; * 26. März 1908 in Berlin; † 1985) war ein deutsch-britischer Verleger.

## Leben und Tätigkeit
In der Zeit der Weimarer Republik begann Irmer sich im Internationalen Sozialistischen Kampfbund (ISK) zu betätigen.
Im Gefolge des Machtantritts der Nationalsozialisten wurde Irmer im Mai 1933 in Schutzhaft genommen. Danach wurde er als Privatperson Inhaber des zuvor zum ISK gehörenden Verlages Öffentliches Leben. Heimlich orientierte Irmer sich bei seiner Verlagsführung aber weiterhin an den Interessen des ISK und war einer der wichtigsten Führer der illegalen Tätigkeit des ISK in Deutschland in den ersten Jahren der NS-Diktatur. Klotz bezeichnet ihn sogar als „bestimmend“ für die Politik des Verbandes.
1937 floh Irmer aufgrund der zunehmenden Einengung der Tätigkeit seines Verlages und der Gefahr einer erneuten Verhaftung nach Paris, wo er ab Mai 1937 zusammen mit Hanna Fortmüller den Verlag Editions Nouvelles Internationales aufbaute, in dem Werke von Autoren, die nach 1933 aus Deutschland geflohen waren, erschienen, so z. B. von Alfred Kerr, Kurt Hiller und Anna Siemens.
1940 floh Irmer nach Großbritannien. Im britischen Exil war er eines der führenden Mitglieder der ISK-Gruppe London. Er wurde zeitweise interniert – einigen Quellen zufolge auch nach Australien überführt.
1945 kehrte Irmer, inzwischen britischer Staatsbürger, mit der britischen Armee nach Deutschland zurück, wo er in der Folgezeit an der Durchführung der Entnazifizierung mitarbeitete.
Anschließend ging Irmer nach Australien, wo er seinen Namen in Innis änderte (oder zu Irmer-Innis erweiterte) und als Sozialarbeiter arbeitete.